# Lista planetelor minore: 79001–80000
| Nume                                            | Denumire provizorie                             | Data descoperirii                               | Locul descoperirii                              | Descoperitor(i)                                 |                                                 |                                                 |                                                 |                                                 |                                                 |                                                 |                                                 |                                                 |                                                 |                                                 |                                                 |                                                 |                                                 |                                                 |                                                 |                                                 |                                                 |                                                 |                                                 |                                                 |                                                 |                                                 |                                                 |                                                 |                                                 |                                                 |                                                 |                                                 |                                                 |                                                 |                                                 |                                                 |                                                 |                                                 |                                                 |                                                 |                                                 |                                                 |                                                 |                                                 |                                                 |                                                 |                                                 |                                                 |                                                 |
| 79001–79100 Lista planetelor minore/79001–79100 | 79001–79100 Lista planetelor minore/79001–79100 | 79001–79100 Lista planetelor minore/79001–79100 | 79001–79100 Lista planetelor minore/79001–79100 | 79001–79100 Lista planetelor minore/79001–79100 | 79101–79200 Lista planetelor minore/79101–79200 | 79101–79200 Lista planetelor minore/79101–79200 | 79101–79200 Lista planetelor minore/79101–79200 | 79101–79200 Lista planetelor minore/79101–79200 | 79101–79200 Lista planetelor minore/79101–79200 | 79201–79300 Lista planetelor minore/79201–79300 | 79201–79300 Lista planetelor minore/79201–79300 | 79201–79300 Lista planetelor minore/79201–79300 | 79201–79300 Lista planetelor minore/79201–79300 | 79201–79300 Lista planetelor minore/79201–79300 | 79301–79400 Lista planetelor minore/79301–79400 | 79301–79400 Lista planetelor minore/79301–79400 | 79301–79400 Lista planetelor minore/79301–79400 | 79301–79400 Lista planetelor minore/79301–79400 | 79301–79400 Lista planetelor minore/79301–79400 | 79401–79500 Lista planetelor minore/79401–79500 | 79401–79500 Lista planetelor minore/79401–79500 | 79401–79500 Lista planetelor minore/79401–79500 | 79401–79500 Lista planetelor minore/79401–79500 | 79401–79500 Lista planetelor minore/79401–79500 | 79501–79600 Lista planetelor minore/79501–79600 | 79501–79600 Lista planetelor minore/79501–79600 | 79501–79600 Lista planetelor minore/79501–79600 | 79501–79600 Lista planetelor minore/79501–79600 | 79501–79600 Lista planetelor minore/79501–79600 | 79601–79700 Lista planetelor minore/79601–79700 | 79601–79700 Lista planetelor minore/79601–79700 | 79601–79700 Lista planetelor minore/79601–79700 | 79601–79700 Lista planetelor minore/79601–79700 | 79601–79700 Lista planetelor minore/79601–79700 | 79701–79800 Lista planetelor minore/79701–79800 | 79701–79800 Lista planetelor minore/79701–79800 | 79701–79800 Lista planetelor minore/79701–79800 | 79701–79800 Lista planetelor minore/79701–79800 | 79701–79800 Lista planetelor minore/79701–79800 | 79801–79900 Lista planetelor minore/79801–79900 | 79801–79900 Lista planetelor minore/79801–79900 | 79801–79900 Lista planetelor minore/79801–79900 | 79801–79900 Lista planetelor minore/79801–79900 | 79801–79900 Lista planetelor minore/79801–79900 | 79901–80000 Lista planetelor minore/79901–80000 | 79901–80000 Lista planetelor minore/79901–80000 | 79901–80000 Lista planetelor minore/79901–80000 | 79901–80000 Lista planetelor minore/79901–80000 | 79901–80000 Lista planetelor minore/79901–80000 |
| ----------------------------------------------- | ----------------------------------------------- | ----------------------------------------------- | ----------------------------------------------- | ----------------------------------------------- | ----------------------------------------------- | ----------------------------------------------- | ----------------------------------------------- | ----------------------------------------------- | ----------------------------------------------- | ----------------------------------------------- | ----------------------------------------------- | ----------------------------------------------- | ----------------------------------------------- | ----------------------------------------------- | ----------------------------------------------- | ----------------------------------------------- | ----------------------------------------------- | ----------------------------------------------- | ----------------------------------------------- | ----------------------------------------------- | ----------------------------------------------- | ----------------------------------------------- | ----------------------------------------------- | ----------------------------------------------- | ----------------------------------------------- | ----------------------------------------------- | ----------------------------------------------- | ----------------------------------------------- | ----------------------------------------------- | ----------------------------------------------- | ----------------------------------------------- | ----------------------------------------------- | ----------------------------------------------- | ----------------------------------------------- | ----------------------------------------------- | ----------------------------------------------- | ----------------------------------------------- | ----------------------------------------------- | ----------------------------------------------- | ----------------------------------------------- | ----------------------------------------------- | ----------------------------------------------- | ----------------------------------------------- | ----------------------------------------------- | ----------------------------------------------- | ----------------------------------------------- | ----------------------------------------------- | ----------------------------------------------- | ----------------------------------------------- |

| Predecesor: 78001–79000 | Lista planetelor minore 79001–80000 Semnificații ale numelor: 79001–80000 | Succesor: 80001–81000 |